# Jurij Ivanovics Csizs
Jurij Ivanovics Csizs (ukránul: Юрій Іванович Чиж, oroszul: Юрий Иванович Чиж) (Pervomajszk, 1948. augusztus 18. –) szovjet színekben világbajnok ukrán tőrvívó, edző.